# Bongwonsa
El Templo Bongwon (o Bongwonsa) es un templo budista surcoreano en Bongwon-dong, Seodaemun-gu, Seúl, ubicado cerca de la Universidad Yonsei.
Situado al noreste de la universidad en la ladera de la Montaña Ansan, este es el templo principal de la Orden Taego del budismo coreano. Fue fundada en 889 por el monje budista Doseon Guksa por orden de la Reina Seondeok de Silla y ubicada originalmente en el sitio actual de la Universidad de Yonsei, llamándose originalmente Banyasa. Posteriormente, se mudó a su ubicación actual en 1748, en donde cambió su nombre al actual.
Parte del templo fue destruido en 1950 durante la Guerra de Corea. En 1966 se construyó una nueva sala, pero luego se trasladó a otra parte de la ciudad. En 1991, mientras se construía un nuevo Salón de 3000 Budas, un incendio destruyó el Salón Principal, que fue reconstruido en 1994. En el verano de 2004, se descubrió que el asesino en serie Yoo Young-chul había enterrado más de una docena de cuerpos de sus víctimas en los terrenos del templo.
Actualmente, más de 50 monjes viven en el templo y se dedican a la educación y el trabajo de bienestar social.